# Ed O'Brien

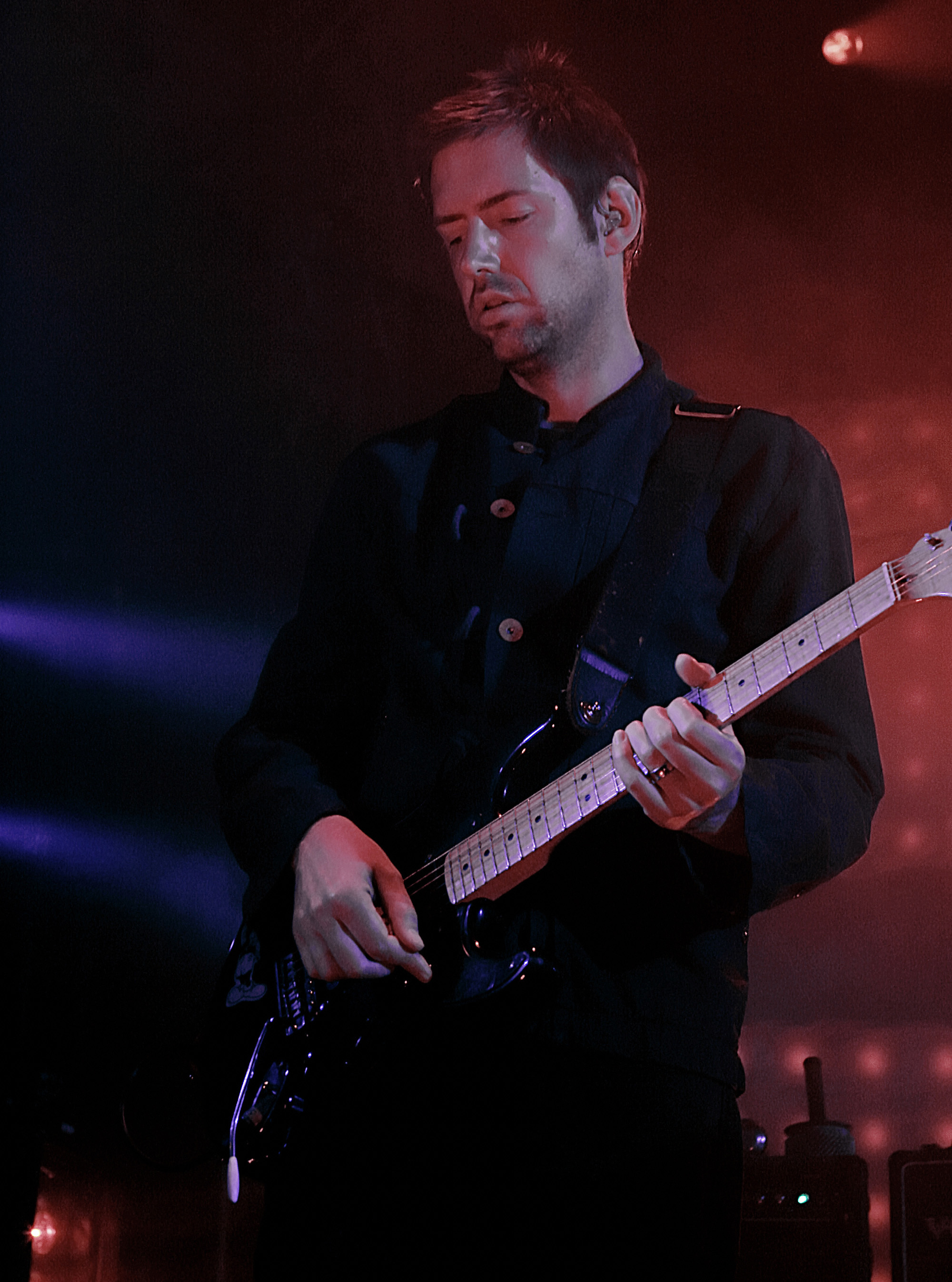
Ed O'Brien în Blackpool, 2006

Edward "Ed" John O'Brien (născut 15 aprilie 1968, Oxford) este membru al trupei Radiohead. Cântă la chitară, percuție și adesea ca voce armonică.